# Імперська трилогія
Імперська трилогія (англ. Empire Trilogy) — цикл з трьох романів Раймонда Фейста, написаний у співавторстві з Дженні Вурц як відгалуження циклу «Війни Брами» в Мідкемі, що описує події з протилежного боку.
Головним героєм циклу є «Мара з роду Акома», яка після загибелі всіх своїх родичів у Війні Врат стає головою клану. Її основним завданням стає виживання роду і васалів серед безлічі інтриг ворожих кланів, які прагнуть знищити Акому. Перша книга починається з того, що її, монастирську послушницю, відвозять з храму, щоб зайняти місце володарки, прямо напередодні постригу в черниці, остання закінчується тим, що вона фактично встає на чолі країни.

## Романи
1. «'Дочка Імперії»' («Daughter of the Empire», 1987)
2. «'Слуга Імперії»' («Servant of the Empire», 1990)
3. «'Пані Імперії»' («Господиня імперії») (Mistress of the Empire, 1992)

Хоча головні персонажі Імперського циклу з'являються в цих книгах вперше, багато другорядних фігурували в інших романах циклу Фейста про Крондор і Мідкемію — протилежній стороні військового конфлікту «Війна брами». Вперше світ Келеван з'являється в романі «Чародій» (у російському виданні два томи «Учень чарівника» і «Майстер-чарівник», 1982), де розповідається, як туди потрапляє Паг, який стає чарівником, а потім повертається назад. Хронологічно дія книг Імперської трилогії розвивається паралельно з діями Крондора — так, грандіозний розгром цирку Пагом, описаний у «Мага», описується також і у «Слузі імперії».
У своєму інтерв'ю Фейст каже, що коли до нього прийшла ідея написати роман, де головним героєм є молода дівчина, він відчув себе недостатньо здатним на адекватне втілення цієї ідеї, так як він «ніколи не був дівчинкою-тінейджером» «(never having been a teenage girl)». Тому він протягом року «благав» Дженні Вьорц, відому письменницю в жанрі фентезі, приєднатися до нього, поки вона нарешті не погодилася. Також він говорить, що спочатку вони планували написати лише одну книгу, але потім вона спричинила за собою цілий цикл. Фейст каже, що створювати характер Мари було досить важко, і їм доводилося уникати кліше жіночих образів у фантастиці. Дженні Вьортц розповідає у своєму інтерв'ю: "Рей просив мене, потім діставав мене, і не відставав, поки я не здалася. Якщо серйозно? У нього була ідея про початкову сцену, і ідея про фінальну сцену «[другого роману, „Слуга Імперії“, судячи по іншому її інтерв'ю]», і головна дійова особа-жінка. А середини у нього не було, і він відчув, що йому потрібна жіноча точка зору, щоб змусити цю ідею заробити. Якщо ви запитаєте, він пояснить, що він придумав політичну систему Імперії Цураніані, щоб підвести ґрунт під військову тактику, описану в «Чарівнику», яка насправді виглядає повністю нелогічною. Тому він потребував макіавельського способу мислення, щоб показати, що така система і суспільство справді могли існувати". Вона також розповідає, як вони писали разом як співавторство — «ми почали з того, що накреслили сюжет, а потім кожен з нас написав ті глави, які найбільше сподобалися. Потім ми обмінялися цими главами електронною поштою, і після цього ми переписували глави один одного по кілька разів. Саме тому наші літературні стилі та ідеї поєднуються так органічно — ми правили всі частини книги не раз, і оскільки виправлення вносилися по інтернету і за допомогою комп'ютера, ми фактично не могли відслідковувати, які фрази викреслював або ж змінював співавтор. Місяці могли пройти, перш ніж один з нас зміг побачити правку». В іншому інтерв'ю вона погоджується з твердженням Фейста про те, що в «Імперської трилогії» є шматки, про які вони не можуть точно сказати, хто саме з них двох написав їх.
Після випуску в друк «Пані імперії», третьої книги, співавтори оголосили, до великого розладу фанатів, що продовження не буде.

### Витоки сюжетів і деталей
Келеван, світ «цурані» — так називається її народ, який має багато паралелей з культурою та звичаями середньовічної Японії, включаючи поняття честі, включаючи харакірі, і концепцію символічного правління Імператора при реальному правлінні його Сьоґуна (по термінології книги — «Імперський Стратег»), а також систему відкинутих воїнів — ронінів (у книзі — «сірі воїни») і шпигунів у чорному — ніндзя (у книзі — «камоі»). Ряд імен персонажів світу Келеван також створені авторами циклу під впливом ацтекських мов. Деякі також знаходять у книзі давньоєгипетські мотиви.
Як говорить Р. Фейст у своєму інтерв'ю, ідея почати історію з того, як Мару напередодні прийняття монастирських обітниць закликають взяти владу, навіяна реальним епізодом з англійської історії — як Альфред Великий отримав корону. Йому не вистачило кількох хвилин на те, щоб бути постриженим у монахи — приїхав канцлер королівства з повідомленням, що його брат, король Етельред I помер. І невдалий чернець у підсумку став єдиним правителем в історії Британії, який заслуживши прізвисько «Великий».
Відзначають ряд рис подібності між світом Келеваном і культурою, виведеної в фентезі-роман 1975 року «Empire of the Petal Throne» (і його продовженнями), написаних письменником по імені M. A. R. Barker. Крім естетичних паралелей — світ Беркера, називається Текумель, ґрунтується на тій самій японській культурі, відзначають риси подібності в сюжеті: ізоляція імператора, кланова структура, 20 існування богів (10 вищих і 10 нижчих), використання неметалевих обладунків і подібність між іменами «цурані» і «цоляні» — так називається головний народ у світі Текумель, а також раса розумних інсектицидів (хоча чо-джайни Фейста досить відмінні від пе-чой Беркера).

### Основні персонажі
«'рід Акома»' (геральдичний колір — зелений; геральдична тварина — птах-шетру, аналог лелекаа; належить до клану Хадама):
- «Мара»
- «Накойя» — її стара нянюшка
- «Кейок» — її воєначальник
- «Папевайо» — охоронець
- «Джайкен» — її керуючий маєтком (хандора)
- «Люджан» — офіцер
- «Сарік» — його двоюрідний брат, радник
- «Аракаси» — глава розвідки
- «Кевін» — полонений, раб з Мідкемі
  - покійні члени:
    - «Седзу» — її покійний батько
    - «Ланокота» — її померлий старший брат
    - «Оскіро» — рано померла мати
    - «Касру» і «Бектомакана» і їх дружини «Дамакі» і «Ченіо» — діди Мари
    - «Анчиндіро» — родоначальник Акоми

  - діти Мари:

1. Айяки (від Бантокапи, 1-й шлюб)
2. Джастін (від Кевіна)
3. Касума (від Хокану, 2-й шлюб)

"'вороги Акоми: "'
- «рід Мінванабі»
  - «Джингу» — володар Мінванабі
  - «Десіо» — його спадкоємець
  - «Тасайо» — кузен Десіо, наступного в лінії спадкоємства
- «рід Анасаті»
  - «Текума» — володар Анасаті
  - «Халеско» — спадкоємець
  - «Джиро» — 2-й син
  - «Бантокапі» — 3-й син
  - «Чімака» — радник

"'інші династії: "'
- "рід Оаксатуканамі: "
  - «Альмеко» — Імперський Стратег
- «Шиндзавай»:
  - «Камацу» — володар Шиндзавай
  - «Касамі» — 1-й син, фігурує в романах про Паге з циклу «Чарівник»
  - «Хокану» — 2-й син

"'Ієрархія династій: "'
- Імператор
- П'ять Великих Сімей:

1. Кеда
2. Тонмаргу
3. Ксакатекас
4. Оаксатуканамі
5. Мінванабі

- далі:
  - Акома
  - Анасаті
  - Шиндзавай